# Estatísticas do Estádio Jornalista Mário Filho
Inaugurado em 16 de junho de 1950, o Estádio Jornalista Mário Filho, também conhecido como Estádio do Maracanã, 278 partidas ocorreram no estádio com mais de 100 mil presentes, das quais 214 aconteceram no Maraca. Destas, em 175 vezes foram mais de 100 mil pagantes, das quais, o Flamengo estava em campo 91 vezes, ou 52%. O Vasco figurava no gramado 58 vezes e a seleção brasileira 35.
O maior público de uma equipe de fora da cidade do Rio de Janeiro foi registrado na semifinal do Campeonato Brasileiro de 1976 entre Fluminense e Corinthians, no episódio que ficou conhecido por Invasão corintiana. Entre 50 a 70 mil  dos 146 043 pagantes torciam para o Corinthians, que venceu o confronto nos pênaltis.
O Maracanã teve Zico como seu maior artilheiro, jogador que atuou a maioria das vezes no estádio pelo Flamengo. Ele marcou 333 gols nas 435 partidas que disputou no estádio. Zico também foi o jogador que mais marcou gols em uma única partida no Maracanã, foram 6 gols, na goleada de 7 a 1 do Flamengo sobre o Goytacaz, pelo campeonato carioca de 1979.
Já Pelé é o jogador que mais marcou gols no Maracanã com a camisa da Seleção Brasileira, 30 gols em 22 partidas. O Maracanã foi palco do milésimo gol da carreira de Pelé (Vasco 1 a 2 Santos, em 19 de novembro de 1969) e também da despedida do Rei do Futebol da Seleção Brasileira (Brasil 2 a 2 Iugoslávia, em 18 de julho de 1971).
As maiores goleadas da história do Maracanã foram Flamengo 12 a 2 São Cristóvão, pelo Campeonato Carioca de 1956,[carece de fontes?] e Espanha 10 a 0 Taiti, pela Copa das Confederações de 2013.

## Eventos esportivos

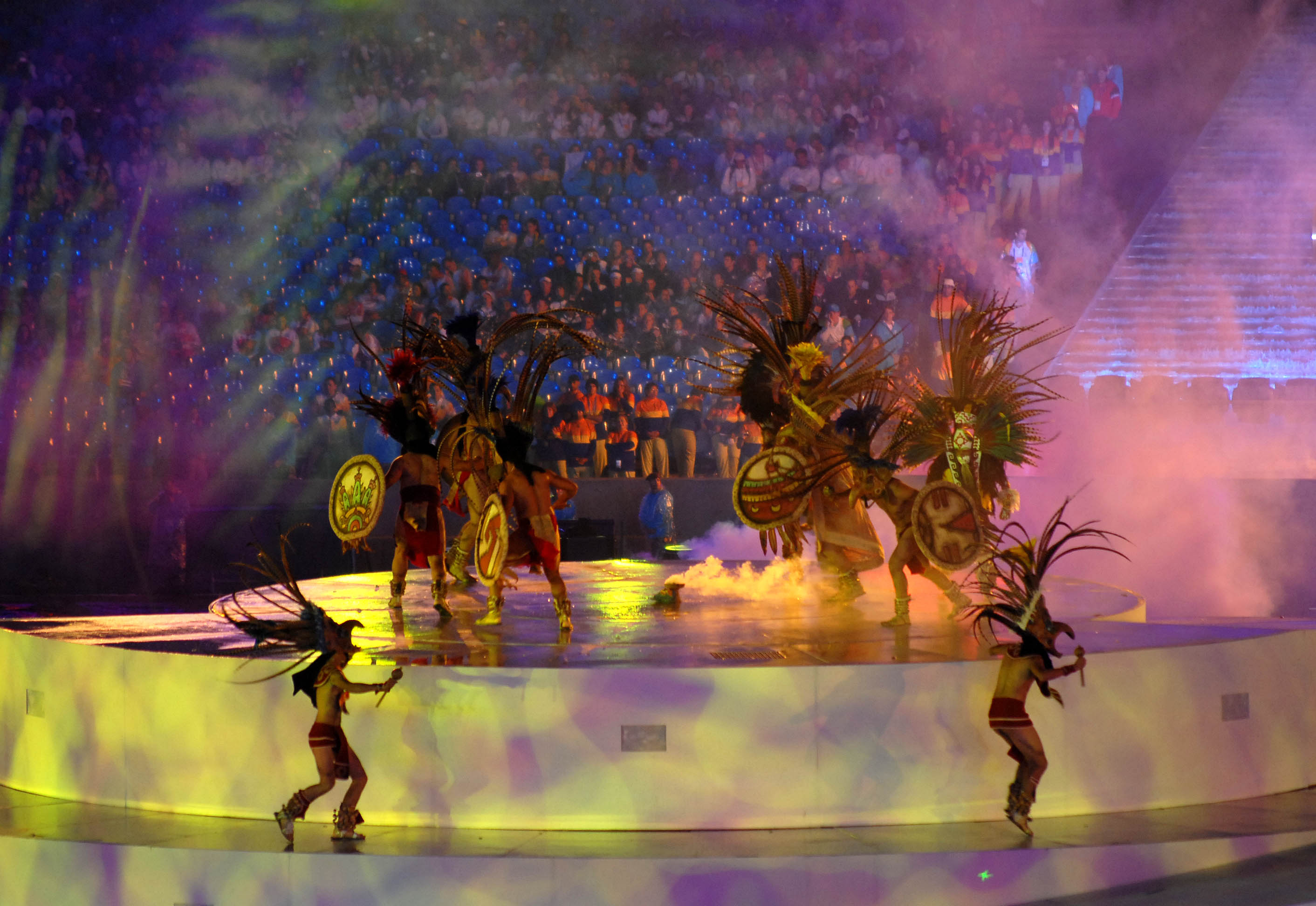
Cerimônia de encerramento dos Jogos Pan-Americanos de 2007.

O Maracanã já recebeu pelo menos três grandes eventos de outros esportes se não o futebol. O primeiro deles aconteceu em 1951. Trata-se da luta de vale-tudo entre Hélio Gracie e Masahiko Kimura, dois dos maiores nomes das artes marciais do planeta: O japonês Masahiko Kimura, então campeão mundial, e considerado o grande judoca do planeta, e Hélio Gracie, o maior nome do jiu-jitsu e da luta livre no Brasil.
Em 1952, a equipe estadunidense de basquetebol Harlem Globetrotters se apresentou no estádio. Em 1983, o terceiro grande momento - O Grande Desafio de Vôlei – Brasil X URSS - uma partida histórica de voleibol entre a Seleção Brasileira de Voleibol Masculino e a então Seleção Soviética de Voleibol Masculino, campeã olímpica e mundial à época, que detém até hoje o recorde de público numa partida a céu aberto: 95 887 pagantes.
As cerimônias de abertura e encerramento dos Jogos Pan-Americanos de 2007 também foram no estádio.
Em 2016, ocorreu no estádio a cerimônia de abertura e de encerramento dos Jogos Olímpicos Rio 2016, o que fez do estádio o único local na história das cerimônias dos Jogos Olímpicos de Verão a não realizar um único evento de atletismo (atletismo) durante o evento. Durante os Jogos, o estádio sediou quatro partidas de futebol: as semifinais e finais masculinas e femininas.

### Copa do Mundo de 1950

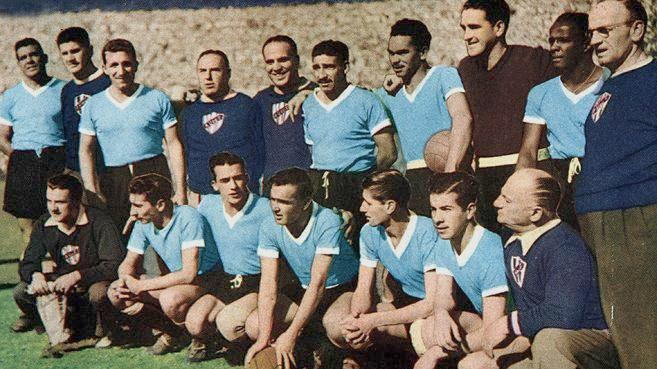
A seleção que ganhou a segunda Copa do Mundo FIFA para o Uruguai em 1950, ao vencer o Brasil.

| Data        | 1ª equipe  | Placar | 2ª equipe  | Público |
| ----------- | ---------- | ------ | ---------- | ------- |
| 24 de junho | Brasil     | 4–0    | México     | 81 649  |
| 25 de junho | Inglaterra | 2–0    | Chile      | 29 703  |
| 28 de junho | Espanha    | 2–0    | Chile      | 19 790  |
| 1 de julho  | Brasil     | 2–0    | Iugoslávia | 142 429 |
| 2 de julho  | Espanha    | 1–0    | Inglaterra | 74 462  |
| 9 de julho  | Brasil     | 7–1    | Suécia     | 138 886 |
| 13 de julho | Brasil     | 6–1    | Espanha    | 152 772 |
| 16 de julho | Brasil     | 1–2    | Uruguai    | 199 854 |

### Copa das Confederações de 2013

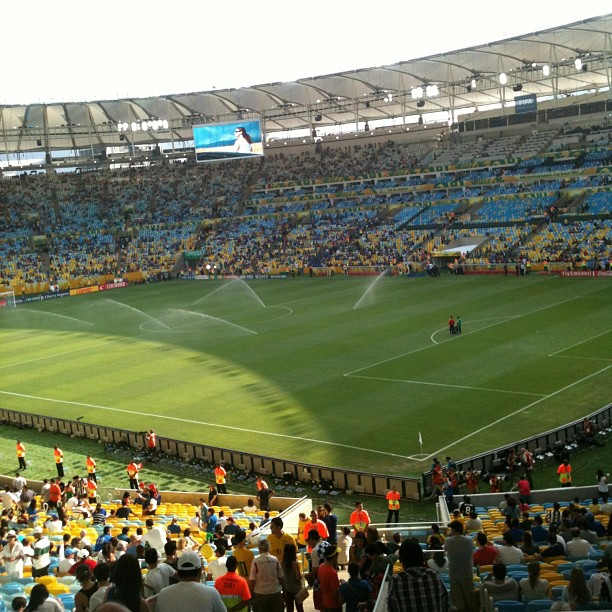
Pré-jogo: México x Itália pela Copa das Confederações de 2013.

Na Copa das Confederações de 2013, foram três jogos:
| Data        | 1ª equipe | Placar | 2ª equipe | Fase    | Público |
| ----------- | --------- | ------ | --------- | ------- | ------- |
| 16 de junho | México    | 1–2    | Itália    | Grupo A | 71 527  |
| 20 de junho | Espanha   | 10–0   | Taiti     | Grupo B | 71 806  |
| 30 de junho | Brasil    | 3–0    | Espanha   | Final   | 73 531  |

### Copa do Mundo de 2014

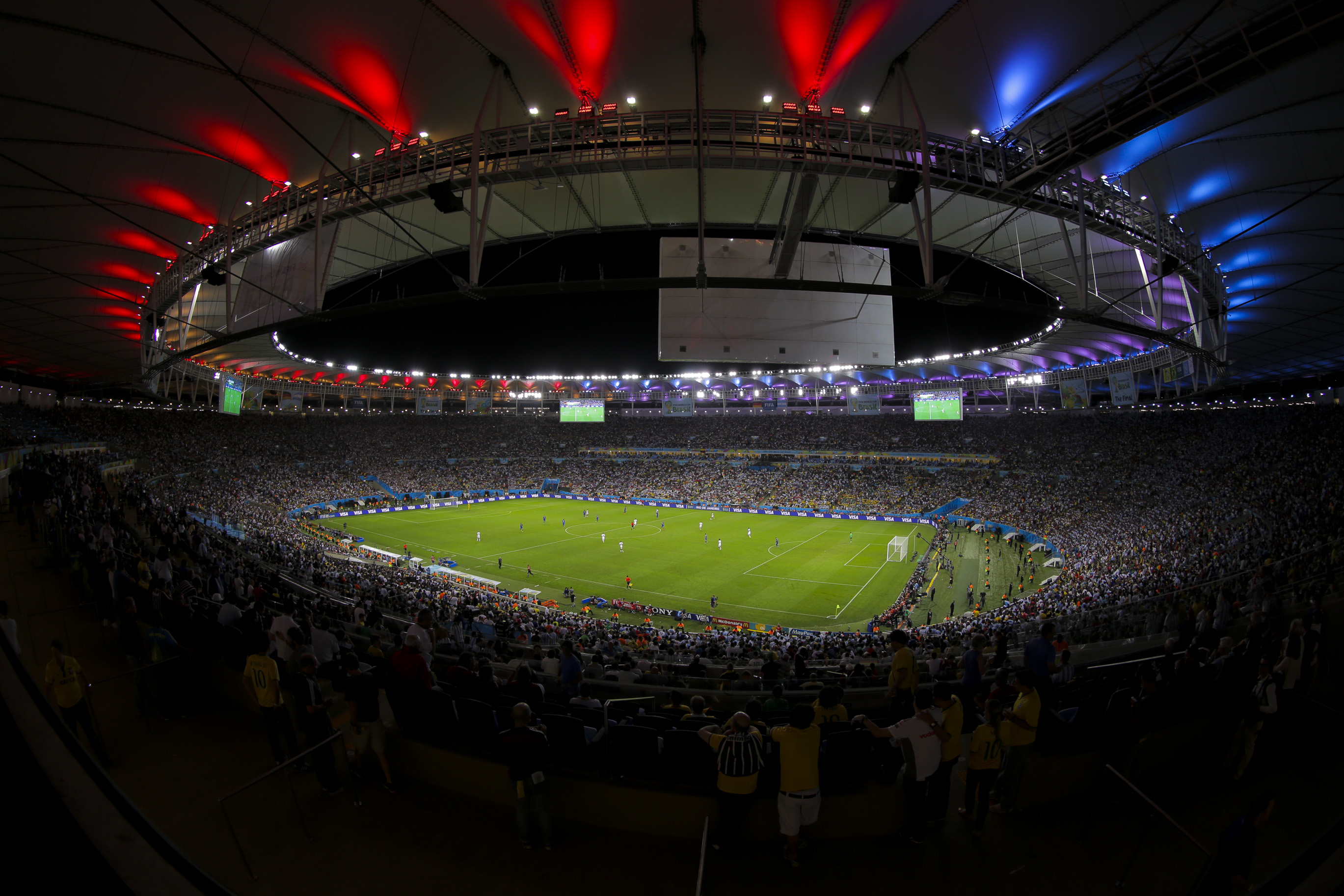
Interior do Maracanã durante a Final da Copa do Mundo FIFA de 2014.

| Data        | 1ª equipe | Placar | 2ª equipe            | Fase    | Público | Ref.   |
| ----------- | --------- | ------ | -------------------- | ------- | ------- | ------ |
| 15 de junho | Argentina | 2 – 1  | Bósnia e Herzegovina | Grupo F | 74 738  | [ 12 ] |
| 18 de junho | Espanha   | 0 – 2  | Chile                | Grupo B | 74 101  | [ 13 ] |
| 22 de junho | Bélgica   | 1 – 0  | Rússia               | Grupo H | 73 819  | [ 14 ] |
| 25 de junho | Equador   | 0 – 0  | França               | Grupo E | 73 749  | [ 15 ] |
| 28 de junho | Colômbia  | 2 – 0  | Uruguai              | Oitavas | 73 804  | [ 16 ] |
| 4 de julho  | França    | 0 – 1  | Alemanha             | Quartas | 74 240  | [ 17 ] |
| 13 de julho | Alemanha  | 1 – 0  | Argentina            | Final   | 74 738  | [ 18 ] |

### Jogos Olímpicos Rio 2016
Além das cerimônias de abertura e encerramento, foram disputadas quatro partidas:
| Data         | 1ª equipe | Placar          | 2ª equipe | Fase                  | Público | Ref.   |
| ------------ | --------- | --------------- | --------- | --------------------- | ------- | ------ |
| 16 de agosto | Brasil    | 0 – 0 (pen 3–4) | Suécia    | Semifinal (feminino)  | 70 454  | [ 19 ] |
| 17 de agosto | Brasil    | 6 – 0           | Honduras  | Semifinal (masculino) | 52 457  | [ 20 ] |
| 19 de agosto | Suécia    | 1 – 2           | Alemanha  | Final (feminino)      | 52 432  | [ 21 ] |
| 20 de agosto | Brasil    | 1 – 1 (pen 5–4) | Alemanha  | Final (masculino)     | 63 707  | [ 22 ] |

### Jogos Paralímpicos Rio 2016
Apenas as cerimônias de abertura e encerramento aconteceram no estádio.

### Copa América de 2019
| Data        | 1ª equipe | Placar | 2ª equipe | Fase             | Público | Ref.   |
| ----------- | --------- | ------ | --------- | ---------------- | ------- | ------ |
| 16 de junho | Paraguai  | 2 – 2  | Catar     | Grupo B          | 19 071  | [ 24 ] |
| 18 de junho | Bolívia   | 1 – 3  | Peru      | Grupo A          | 26 358  | [ 25 ] |
| 24 de junho | Chile     | 0 – 1  | Uruguai   | Grupo C          | 57 442  | [ 26 ] |
| 28 de junho | Venezuela | 0 – 2  | Argentina | Quartas de final | 50 092  | [ 27 ] |
| 7 de julho  | Brasil    | 3 – 1  | Peru      | Final            | 58 584  | [ 28 ] |

### Finais da Copa Libertadores da América
| Edição | Campeão    | Placar | Vice campeão | Agregado      | Público | Observação                | Ref.   |
| ------ | ---------- | ------ | ------------ | ------------- | ------- | ------------------------- | ------ |
| 1963   | Santos     | 3 – 2  | Boca Juniors | 5-3           | 63.376  | Partida de ida            | [ 29 ] |
| 1981   | Flamengo   | 2 – 1  | Cobreloa     | 4-2           | 93.985  | Primeira de três partidas | [ 29 ] |
| 2008   | LDU        | 1 – 3  | Fluminense   | 5-5 (3-1 pen) | 86.027  | Partida de volta          | [ 29 ] |
| 2020   | Palmeiras  | 1 – 0  | Santos       | 1-0           | 2.500   | Final única               | [ 30 ] |
| 2023   | Fluminense | 2 – 1  | Boca Juniors | 2-1           | 69.232  | Final única               | [ 31 ] |

## Maiores públicos (acima de 150.000 pessoas)
|  | Rodada dupla |

- Fonte: GloboEsporte.com e Blog do Paulo Vinicius Coelho[1]

| #  | Público Presente          | Público Pagante | Data                   | Partida                       | Evento                                                      | Info                                                           |
| -- | ------------------------- | --------------- | ---------------------- | ----------------------------- | ----------------------------------------------------------- | -------------------------------------------------------------- |
| 1  | 199 854                   | 173 850         | 16 de julho de 1950    | Brasil 1 x 2 Uruguai          | Último jogo do quadrangular final da Copa do Mundo de 1950  | Maior público presente em uma partida de futebol na história   |
| 2  | 195 513                   | 174 599         | 21 de março de 1954    | Brasil 4 x 1 Paraguai         | Eliminatórias da Copa do Mundo de 1954                      |                                                                |
| 3  | 194 603                   | 177 656         | 15 de dezembro de 1963 | Fluminense 0 x 0 Flamengo     | Campeonato Carioca                                          | Maior público presente em uma partida entre clubes no Maracanã |
| 4  |                           | 183 341         | 31 de agosto de 1969   | Brasil 1 x 0 Paraguai         | Eliminatórias da Copa do Mundo de 1970                      | Maior público pagante em uma partida do Maracanã               |
| 5  |                           | 174 770         | 4 de abril de 1976     | Flamengo 3 x 1 Vasco da Gama  | Campeonato Carioca                                          |                                                                |
| 6  |                           | 171 599         | 15 de junho de 1969    | Flamengo 2 x 3 Fluminense     | Campeonato Carioca                                          | rodada dupla                                                   |
| 6  | Botafogo 0 x 0 Portuguesa | 171 599         | 15 de junho de 1969    |                               | Campeonato Carioca                                          | rodada dupla                                                   |
| 7  |                           | 165 358         | 22 de dezembro de 1974 | Flamengo 0 x 0 Vasco da Gama  | Campeonato Carioca                                          |                                                                |
| 8  |                           | 162 764         | 9 de março de 1977     | Brasil 6 x 0 Colômbia         | Eliminatórias da Copa do Mundo de 1978                      |                                                                |
| 9  |                           | 162 506         | 17 de outubro de 1954  | Flamengo 2 x 1 Vasco da Gama  | Campeonato Carioca                                          |                                                                |
| 10 |                           | 161 989         | 6 de dezembro de 1981  | Flamengo 2 x 1 Vasco da Gama  | Campeonato Carioca                                          |                                                                |
| 11 |                           | 160 342         | 6 de maio de 1973      | Flamengo 1 x 0 Vasco da Gama  | Campeonato Carioca                                          | rodada dupla                                                   |
| 11 | Bangu 2 x 1 Madureira     | 160 342         | 6 de maio de 1973      |                               | Campeonato Carioca                                          | rodada dupla                                                   |
| 12 | 160 000                   | 142 339         | 27 de junho de 1971    | Botafogo 0 x 1 Fluminense     | Campeonato Carioca                                          |                                                                |
| 13 | 158 994                   | 147 043         | 15 de dezembro de 1962 | Botafogo 3 x 0 Flamengo       | Campeonato Carioca                                          |                                                                |
| 14 |                           | 158 477         | 29 de abril de 1979    | Flamengo 2 x 2 Botafogo       | Campeonato Carioca (especial)                               |                                                                |
| 15 |                           | 155 523         | 29 de maio de 1983     | Flamengo 3 x 0 Santos         | Campeonato Brasileiro                                       |                                                                |
| 16 |                           | 155 116         | 16 de maio de 1976     | Fluminense 0 x 0 Flamengo     | Campeonato Carioca                                          |                                                                |
| 17 | 155 098                   | 134 185         | 1 de maio de 1968      | Flamengo 2x1 Vasco da Gama    | Campeonato Carioca                                          | rodada dupla                                                   |
| 17 | 155 098                   | 134 185         | 1 de maio de 1968      | Bonsucesso 1x0 Olaria         | Campeonato Carioca                                          | rodada dupla                                                   |
| 18 | 155 000                   | 142 429         | 1 de julho de 1950     | Brasil 2 x 0 Iuguslávia       | Terceiro jogo da Fase de Grupos da Copa do Mundo de 1950    |                                                                |
| 19 |                           | 154 355         | 1 de junho de 1980     | Flamengo 3x2 Atlético Mineiro | Campeonato Brasileiro                                       |                                                                |
| 20 |                           | 153 520         | 16 de dezembro de 1984 | Flamengo 0x1 Fluminense       | Campeonato Carioca                                          |                                                                |
| 21 |                           | 152 772         | 13 de julho de 1950    | Brasil 6x1 Espanha            | Segundo jogo do Quadrangular final da Copa do Mundo de 1950 |                                                                |
| 22 |                           | 152 059         | 29 de setembro de 1977 | Flamengo 0x0 Vasco da Gama    | Campeonato Carioca                                          |                                                                |
| 23 |                           | 150 289         | 21 de março de 1982    | Brasil 1x0 Alemanha Ocidental | Amistoso                                                    |                                                                |

## Artilheiros do Estádio
| Posição | Jogador          | Número de Gols | Clube de destaque        | Ref.                |
| ------- | ---------------- | -------------- | ------------------------ | ------------------- |
| 1º      | Zico             | 334            | Flamengo                 | [ 32 ]              |
| 2º      | Roberto Dinamite | 193            | Vasco da Gama            | [ 33 ]              |
| 3º      | Romário          | 187            | Flamengo e Vasco da Gama | [ 34 ]              |
| 4º      | Luisinho Lemos   | 171            | América                  | [carece de fontes?] |
| 5º      | Quarentinha      | 94             | Botafogo                 | [ 35 ]              |
| 5º      | Waldo            | 94             | Fluminense               | [ 36 ]              |

| Posição | Jogador         | Número de Gols | Clube de destaque     | Ref.   |
| ------- | --------------- | -------------- | --------------------- | ------ |
| 1º      | Pedro           | 97             | Flamengo e Fluminense | [ 37 ] |
| 2º      | Gabriel Barbosa | 82             | Flamengo e Santos     | [ 37 ] |
| 3º      | Germán Cano     | 60             | Fluminense e Vasco    | [ 37 ] |
| 4º      | Bruno Henrique  | 56             | Flamengo e Santos     | [ 37 ] |
| 5º      | Arrascaeta      | 49             | Cruzeiro e Flamengo   | [ 37 ] |

## Espetáculos musicais
| Data                    | Artista(s)                                                                                       | Abertura / Participações                                                                         | Turnê / Show                       | Público | Ref.          |
| ----------------------- | ------------------------------------------------------------------------------------------------ | ------------------------------------------------------------------------------------------------ | ---------------------------------- | ------- | ------------- |
| 26 de janeiro de 1980   | Frank Sinatra                                                                                    | —                                                                                                | —                                  | 175 mil | [ 38 ] [ 39 ] |
| 18 de junho de 1983     | KISS                                                                                             | Herva Doce                                                                                       | Creatures of the Night Tour        | 180 mil | [ 40 ]        |
| 20 de novembro de 1987  | Sting                                                                                            | Capital Inicial                                                                                  | Nothing Like the Sun Tour          | 150 mil | [ 38 ]        |
| 16 de janeiro de 1988   | Tina Turner                                                                                      | Beija-Flor de Nilópolis                                                                          | Break Every Rule World Tour        | 200 mil | [ 41 ]        |
| 2 de dezembro de 1989   | Xuxa                                                                                             | Paquitas Trem da Alegria Balão Mágico Patricia Marx Beto Barbosa Inimigos do Rei Os Abelhudos    | Chegada do Papai Noel              | 200 mil | [ 42 ]        |
| 20 de abril de 1990     | Paul McCartney                                                                                   | —                                                                                                | The Paul McCartney World Tour      | 184 mil | [ 38 ]        |
| 21 de abril de 1990     | Paul McCartney                                                                                   | —                                                                                                | The Paul McCartney World Tour      | 184 mil | [ 38 ]        |
| 18 de janeiro de 1991   | Prince Joe Cocker Colin Hay Jimmy Cliff                                                          | Prince Joe Cocker Colin Hay Jimmy Cliff                                                          | Rock in Rio II                     | 700 mil | [ 43 ]        |
| 19 de janeiro de 1991   | INXS Billy Idol Carlos Santana Engenheiros do Hawaii Supla Vid & Sangue Azul                     | INXS Billy Idol Carlos Santana Engenheiros do Hawaii Supla Vid & Sangue Azul                     | Rock in Rio II                     | 700 mil | [ 43 ]        |
| 20 de janeiro de 1991   | Guns N' Roses Billy Idol Faith No More Titãs Barão Vermelho                                      | Guns N' Roses Billy Idol Faith No More Titãs Barão Vermelho                                      | Rock in Rio II                     | 700 mil | [ 43 ]        |
| 22 de janeiro de 1991   | New Kids on the Block Run-D.M.C. Roupa Nova Inimigos do Rei                                      | New Kids on the Block Run-D.M.C. Roupa Nova Inimigos do Rei                                      | Rock in Rio II                     | 700 mil | [ 43 ]        |
| 23 de janeiro de 1991   | Guns N' Roses Judas Priest Queensrÿche Megadeth Lobão Sepultura                                  | Guns N' Roses Judas Priest Queensrÿche Megadeth Lobão Sepultura                                  | Rock in Rio II                     | 700 mil | [ 43 ]        |
| 24 de janeiro de 1991   | Prince Carlos Santana Alceu Valença Laura Finocchiaro Serguei                                    | Prince Carlos Santana Alceu Valença Laura Finocchiaro Serguei                                    | Rock in Rio II                     | 700 mil | [ 43 ]        |
| 25 de janeiro de 1991   | George Michael Deee-Lite Elba Ramalho Ed Motta                                                   | George Michael Deee-Lite Elba Ramalho Ed Motta                                                   | Rock in Rio II                     | 700 mil | [ 43 ]        |
| 26 de janeiro de 1991   | A-ha Happy Mondays Debbie Gibson Information Society Paulo Ricardo Capital Inicial Nenhum de Nós | A-ha Happy Mondays Debbie Gibson Information Society Paulo Ricardo Capital Inicial Nenhum de Nós | Rock in Rio II                     | 700 mil | [ 43 ]        |
| 27 de janeiro de 1991   | George Michael Lisa Stansfield Deee-Lite Moraes Moreira e Pepeu Gomes Leo Jaime                  | George Michael Lisa Stansfield Deee-Lite Moraes Moreira e Pepeu Gomes Leo Jaime                  | Rock in Rio II                     | 700 mil | [ 43 ]        |
| 6 de novembro de 1993   | Madonna                                                                                          | —                                                                                                | The Girlie Show World Tour         | 120 mil | [ 38 ]        |
| 2 de fevereiro de 1995  | The Rolling Stones                                                                               | Spin Doctors Barão Vermelho Rita Lee                                                             | Voodoo Lounge Tour Hollywood Rock  | 160 mil | [ 44 ]        |
| 4 de fevereiro de 1995  | The Rolling Stones                                                                               | Spin Doctors Barão Vermelho Rita Lee                                                             | Voodoo Lounge Tour Hollywood Rock  | 160 mil | [ 44 ]        |
| 3 de maio de 2001       | Backstreet Boys                                                                                  | Krystal Harris                                                                                   | Black & Blue Tour                  | 70 mil  | [ 45 ]        |
| 1 de dezembro de 2001   | Diante do Trono                                                                                  | —                                                                                                | Brasil Diante do Trono             | 180 mil | [ 46 ]        |
| 12 de outubro de 2002   | Sandy & Junior                                                                                   | —                                                                                                | Sandy & Junior 2002                | 70 mil  | [ 38 ]        |
| 23 de novembro de 2002  | Rush                                                                                             | —                                                                                                | Vapor Trails Tour                  | 42 mil  | [ 47 ]        |
| 8 de outubro de 2006    | RBD                                                                                              | Diego González Mocidade Independente de Padre Miguel                                             | Tour Generación RBD                | 45 mil  | [ 48 ]        |
| 16 de dezembro de 2006  | Ivete Sangalo                                                                                    | Alejandro Sanz Durval Lélys Saulo Fernandes Samuel Rosa Buchecha                                 | Turnê D'As Super Novas             | 60 mil  | [ 49 ]        |
| 8 de dezembro de 2007   | The Police                                                                                       | Os Paralamas do Sucesso                                                                          | The Police Reunion Tour            | 60 mil  | [ 38 ]        |
| 12 de julho de 2009     | Roberto Carlos                                                                                   | Erasmo Carlos Wanderléia                                                                         | Roberto Carlos - 50 Anos de Música | 68 mil  | [ 50 ]        |
| 25 de janeiro de 2015   | Foo Fighters                                                                                     | Kaiser Chiefs Raimundos                                                                          | Sonic Highways World Tour          | 48 mil  | [ 51 ]        |
| 22 de novembro de 2015  | Pearl Jam                                                                                        | —                                                                                                | Lightning Bolt Tour                | 50 mil  | [ 52 ]        |
| 20 de fevereiro de 2016 | The Rolling Stones                                                                               | Ultraje a Rigor Doctor Pheabes                                                                   | América Latina Olé Tour 2016       | 60 mil  | [ 53 ]        |
| 10 de abril de 2016     | Coldplay                                                                                         | Lianne La Havas Tiê                                                                              | A Head Full of Dreams Tour         | 60 mil  | [ 54 ]        |
| 25 de fevereiro de 2018 | Foo Fighters                                                                                     | Queens of the Stone Age Ego Kill Talent                                                          | Concrete and Gold Tour             | 30 mil  | [ 55 ]        |
| 21 de março de 2018     | Pearl Jam                                                                                        | Royal Blood                                                                                      | Pearl Jam Live 2018                | 50 mil  | [ 56 ]        |
| 4 de maio de 2019       | Los Hermanos                                                                                     | Tim Bernardes                                                                                    | Los Hermanos 2019                  | 42 mil  | [ 57 ]        |
| 15 de dezembro de 2019  | Thiaguinho                                                                                       | Rodriguinho                                                                                      | Tardezinha                         | 40 mil  | [ 58 ]        |
| 16 de dezembro de 2023  | Paul McCartney                                                                                   | Chris Holmes                                                                                     | Got Back                           | 66 mil  | [ 59 ]        |
| 20 de dezembro de 2023  | Ivete Sangalo                                                                                    | Ludmilla Andreas Kisser                                                                          | Ivete 3.0                          | 68 mil  | [ 60 ]        |
| 21 de dezembro de 2024  | Sorriso Maroto                                                                                   | —                                                                                                | As Antigas                         | 60 mil  | [ 61 ]        |

|  | Eventos futuros |